# 3573 Holmberg
3573 Holmberg (1982 QO1) là một tiểu hành tinh vành đai chính được phát hiện ngày 16 tháng 8 năm 1982 bởi Olofsson, K. ở La Silla.